# The Show Goes On
"The Show Goes On" —en español: «El espectáculo continúa»— es una canción del rapero Lupe Fiasco la grabación, publicada el 26 de octubre de 2010 como el primer sencillo de su tercer álbum de estudio Lasers. Prominente construido en la línea de bajo de Canon de Pachelbel, la canción fue producida por Kane Beatz, y la melodía de la canción se basó en la canción de 2004 "Float On" de Modest Mouse. A diferencia de Canon, que es tradicionalmente en la tonalidad de Re, la canción se adapta a la clave G. Las características de los coros de canciones de JR Get Money. Fue lanzado en iTunes el 9 de noviembre de 2010 y debutó en el #57 en el Billboard Hot 100, llegando finalmente a un máximo de # 9. Fue lanzado en el Reino Unido el 20 de febrero de 2011.

## Posicionamiento en listas
| Listas (2010–11)                            | Mejor posición |
| ------------------------------------------- | -------------- |
| Australia (ARIA)                            | 5              |
| Bélgica (Flandes) (Ultratip Bubbling Under) | 50             |
| Canadá (Canadian Hot 100)                   | 19             |
| Irlanda (IRMA)                              | 19             |
| New Zealand (RIANZ)                         | 18             |
| Reino Unido (UK Singles Chart)              | 49             |
| Estados Unidos (Billboard Hot 100)          | 9              |
| Estados Unidos (Hot R&B/Hip-Hop Songs)      | 45             |
| Estados Unidos (Hot Rap Songs)              | 4              |
| US Pop Songs (Billboard)                    | 6              |